# Bill Farmer

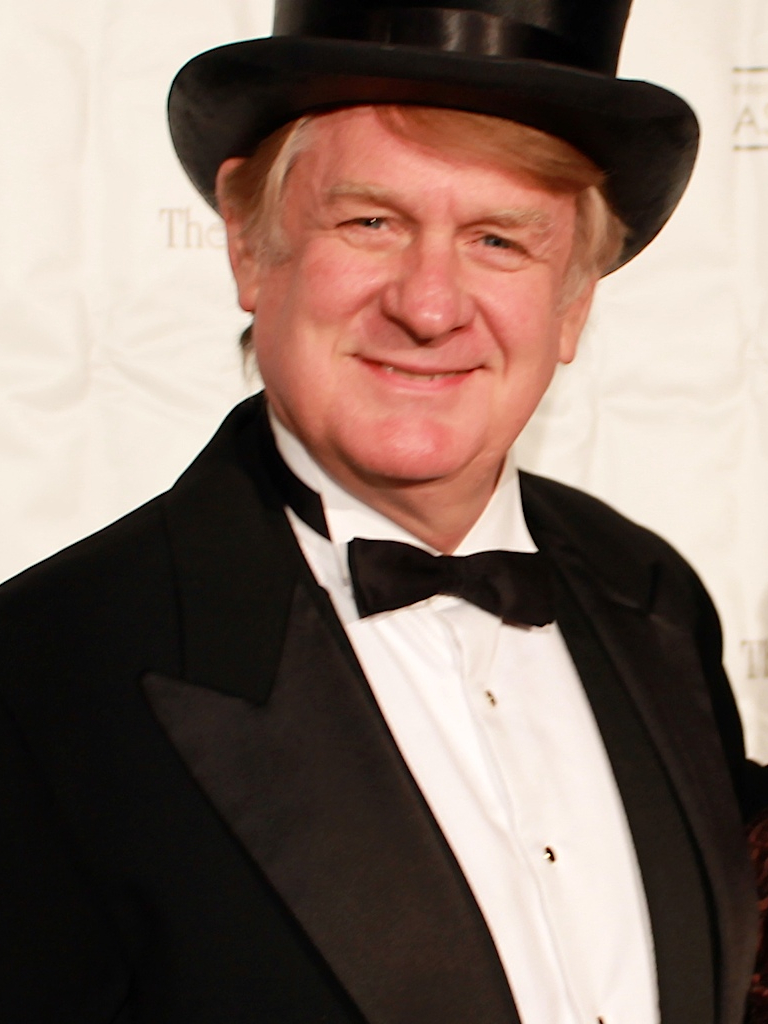
Bill Farmer no Annie Award, 2014

William Farmer, conhecido artisticamente como Bill Farmer Pratt, 14 de novembro de 1952), é um dublador e comediante americano.
Farmer é conhecido por dar a voz ao personagem da Disney Pateta desde 1987 e também  de Pluto e Horácio.

## Dublagens
- RoboCop
- Pumpkin Man
- Rover Dangerfield
- Pateta - O Filme
- Space Jam: O Jogo do Século
- Horton e o Mundo dos Quem!
- I Want Your Money
- O Príncipe e o Mendigo
- Runaway Brain
- O Rei Leão 3 - Hakuna Matata
- Gasparzinho: Como Tudo Começou
- Gasparzinho e Wendy
- Mickey's Once Upon a Christmas
- Pateta 2 - Radicalmente Pateta
- Mickey's Magical Christmas: Snowed in at the House of Mouse
- Os Vilões da Disney
- Mickey, Donald e Pateta: Os Três Mosqueteiros
- Aconteceu de novo no Natal do Mickey
- O Filho do Máskara
- A Turma do Pateta
- Kojot négy lelke